# Paweł z Worczyna
Paweł z Worczyna (ur. ok. 1383, zm. ok. 1430) – teolog, najprawdopodobniej pochodzący z Niemiec.

## Życiorys
W roku 1403 uzyskał bacalaureat na Uniwersytecie Karola w Pradze, a w 1409 roku został magistrem sztuk wyzwolonych na uniwersytecie w Lipsku, gdzie wykładał do około 1412 roku. Około 1413–1415 roku podjął studia na Akademii Krakowskiej; w latach 1416–1424 był tam profesorem na wydziale sztuk wyzwolonych (w 1419 roku był dziekanem). Około 1422 był bakałarzem teologii, a w 1426 doktorem i profesorem na wydziale teologii. Od około 1427 sprawował funkcję dziekana kolegiaty św. Floriana.
Autor licznych pism filozoficznych, m.in. komentarzy do dzieł Arystotelesa.